# よみがえり 〜レザレクション〜
『よみがえり 〜レザレクション〜』(原題:Resurrection)は、ジェイソン・モットの「The Returned」を原作としたアメリカ合衆国のテレビドラマ。アメリカでは、2014年3月9日から5月4日までシーズン1が、2014年9月28日から2015年1月25日までシーズン2が放送された。
日本ではDlifeでシーズン1を2014年9月6日から10月25日まで放送。また、2015年4月18日から2015年7月11日までシーズン2が放送された。

## 概要
アメリカ合衆国ミズーリ州にある田舎町アルカディアを舞台に、中国の農村で甦った少年を起点に亡くなった人間が当時の姿で生き返るという現象が起こり、その光景を目の当たりにした家族や友人、そして甦った当人達のさまざまな感情が交錯しながら物語が展開していく、ミステリーを織り交ぜた死生観を問うヒューマンドラマ。
『よみがえり 〜レザレクション〜』に似たような作品として、いずれもフランスで制作されたドラマ『レ・ルヴナン』や、映画『奇跡の朝』が挙げられるが、これらとは独立した作品となっている。
シーズン2では当初14話構成を計画していたが、2014年10月にABCは13話構成とする方針をとった。
2015年5月7日、ABCはシーズン2の最終話をもって打ち切りにすると発表した。

## あらすじ
ジェイコブ・ラングストンは1982年に当時8歳で溺死した少年だった。彼はある日中国のとある農村の田圃で亡くなった当時の姿で甦って、街を歩いているところを発見された。その後アメリカへ送還され、アメリカ移民税関捜査官のマーティン・ベラミーと出会う。ベラミーはジェイコブを児童保護局へ連れていくことを上司から命じられていたが、ジェイコブとコミュニケーションを取るうちに「アルカディア」という地名を引き出し、ひとまず、ミズーリ州アルカディアへと向かい、両親のもとへ送り届けることにした。アルカディアに入り、保安官事務所に寄るも、突き放されてしまう。それでも、ジェイコブはベラミーに合図を送り、自分の家へと誘導。ベラミーはそこに住む年老いたヘンリーとルシールの夫妻に、ジェイコブの生存を知らせたが、彼らはその事実を出鱈目として、追い返されそうになるも、ジェイコブが「パパ」と呼び、駆け込んだことで、無事に再会を果たし、ことなきを得た。しかし、この出来事はほんの序章に過ぎなかったのである。

## 登場人物

### 主要登場人物
マーティン・ベラミー
演 - オマー・エップス、日本語吹替 - 小森創介
移民税関捜査局の捜査官。首の後ろに白い三日月型のあざがある。
ジェイコブ・ラングストン
演 - ランドン・ヒメネス、日本語吹替 - ラヴェルヌ知輝
32年前に8歳で死亡した少年。中国で発見され、ベラミーに連れられて故郷のアルカディアに戻る。他の死者の存在を感じたり暗示めいた夢を見る不思議な力を持ってよみがえる。
ヘンリー・ラングストン
演 - カートウッド・スミス、日本語吹替 - 野島昭生
ジェイコブの父親。よみがえったジェイコブを受け入れられず葛藤する。
ルシール・ラングストン
演 - フランシス・フィッシャー、日本語吹替 - 岡本茉利
ジェイコブの母親。よみがえったジェイコブに愛情を注ぐ。
マギー・ラングストン
演 - デヴィン・ケリー、日本語吹替 - 世戸さおり
ジェイコブの従妹。医者。ジェイコブが亡くなった32年前の事故で母親を同時に亡くし、そのことで密かに悩み続けている。
フレッド・ラングストン
演 - マット・クレイヴン、日本語吹替 - 津田英三
ヘンリーの弟。保安官。
トム・ヘイル
演 - マーク・ヒルドレス、日本語吹替 - 櫻井トオル
牧師。ジェイコブの同級生。妻帯者だが妻ジェニンとの間に子供はいない。
エレイン・リチャーズ
演 - サミーラ・アームストロング、日本語吹替 - 小林希唯
マギーの友人。銀行の副支店長。早くに両親を亡くし、兄を養う為に高校を卒業してすぐフルタイムで働く。

### よみがえった死者
ケイレブ・リチャーズ
演 - サム・ヘイゼルダイン、日本語吹替 - 三上哲
エレインの父親。13年前に心臓発作で死亡。
レイチェル・ブレイドウッド
演 - キャスリーン・マンロー、日本語吹替 - あいざわゆりか
12年前に車ごと川へ投身自殺する。トムとは恋人関係だった。妊娠している。
バーバラ・ラングストン
演 - エイプリル・ビリングスリー、日本語吹替 - 竹内恵美子
マギーの母親でフレッドの妻。32年前に川の事故でジェイコブと共に亡くなる。
トンプソン一家
ラングストン家の工場の従業員だったが洪水で亡くなったウォレスとその妻カミール、娘のジェニーの3人。
もう1人ロバートという末子がいるが、水に流されたまま生死も行方も不明。ロバートは当時まだ赤ん坊で、首の後ろには白い三日月型のあざがある。
マーガレット・ラングストン
演 - ミシェル・フェアリー、日本語吹替 - 塩田朋子
ヘンリーとフレッドの母親。ガンで54歳で死亡。遺体は本人の希望で火葬された。
アーサー・ホームズ
1935年に炎と煙に巻かれて死亡した。死者はみな健康体で甦るが、アーサーは生前は病気知らずだったにもかかわらずよみがえった時はずっと咳が収まらず、ベラミーが病院に運んだあとも回復せず寝たきりだった。マギーの曾祖父の時代に工場で働いていた。
マイキー・エンダース
カールの父親。

## エピソード

### シーズン1
- アメリカ合衆国 - 2014年3月9日 - 5月4日 (日曜日 21:00 - (東部標準時))
- 日本 - 2014年9月6日 - 10月25日 (土曜日 21:00 - 22:00(日本標準時))

|       | タイトル（邦題） | 原題                 | 監督                     | 脚本                                |
| ----- | ---------------- | -------------------- | ------------------------ | ----------------------------------- |
| 第1話 | 帰郷             | The Returned         | チャールズ・マクドゥガル | アーロン・ゼルマン                  |
| 第2話 | 過去の探求       | Unearth              | ダン・アティアス         | トーマス・シュノーズ                |
| 第3話 | 試練と葛藤       | Two Rivers           | ケビン・ダウリング       | ニッキー・パルーガ                  |
| 第4話 | 固い絆           | Us Against the World | ロン・アンダーウッド     | ナサニエル・ハルパーン              |
| 第5話 | 秘め事           | Insomnia             | クリストファー・ミシアノ | ミシェル・ファゼカス タラ・バターズ |
| 第6話 | 帰るべき家       | Home                 | スコット・ウィナント     | ジェシカ・メクレンバーグ            |
| 第7話 | さらなる波乱     | Schemes of the Devil | ダン・アティアス         | ネイサン・ルイス・ジャクソン        |
| 第8話 | 離別             | Torn Apart           | ダン・アティアス         | アーロン・ゼルマン                  |

### シーズン2
- アメリカ合衆国 - 2014年9月28日 - 2015年1月25日 (日曜日 21:00 - (東部標準時))
- 日本 - 2015年4月18日 - 7月11日 (土曜日 21:00 - 22:00(日本標準時))

|        | タイトル（邦題） | 原題            | 監督                           | 脚本                                                |
| ------ | ---------------- | --------------- | ------------------------------ | --------------------------------------------------- |
| 第1話  | 発覚             | Revelation      | クリストファー・ミシアノ       | アーロン・ゼルマン                                  |
| 第2話  | 新たな任務       | Echoes          | ダン・ラーナー                 | ステファニー・セングプタ ニッキー・パルーガ         |
| 第3話  | 再生             | Multiple        | ロン・アンダーウッド           | トニー・バスギャロップ ネイサン・ルイス・ジャクソン |
| 第4話  | 古傷             | Old Scars       | ジョン・スチュワート・スコット | パット・チャールズ ナサニエル・ハルパーン           |
| 第5話  | 生きる意欲       | Will            | スティーヴン・クラッグ         | ミシェル・ファゼカス タラ・バターズ                 |
| 第6話  | 苦悩             | Afflictions     | クリストファー・ミシアノ       | ステファニー・セングプタ                            |
| 第7話  | 奇跡             | Miracles        | コリン・バックシー             | トニー・バスギャロップ                              |
| 第8話  | 憎悪             | Forsaken        | コンスタンティン・メイクリス   | ニッキー・パルーガ                                  |
| 第9話  | 余波             | Aftermath       | ケビン・ダウリング             | スティーヴ・スウィック                              |
| 第10話 | 予言             | Prophecy        | クリストファー・ミシアノ       | アーロン・ゼルマン                                  |
| 第11話 | 信じる者         | True Believer   | ビンセント・ミシアノ           | パット・チャールズ                                  |
| 第12話 | 解放             | Steal Away      | フェリックス・アルカラ         | ネイサン・ルイス・ジャクソン                        |
| 第13話 | 愛する者へ       | Loved in Return | ダン・アティアス               | ナサニエル・ハルパーン                              |

## 原作との相違点
- 原作ではジェイコブが亡くなったのは50年前だが、ドラマでは32年前となっている[9]。
- 原作ではジェイコブの父親の名前は『ハロルド』だが、ドラマでは『ヘンリー』となっている[9]